# John Linder

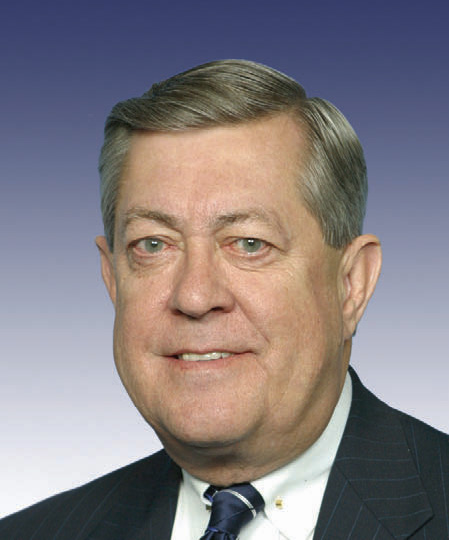
John Linder

John Elmer Linder (* 9. September 1942 in Deer River, Itasca County, Minnesota) ist ein US-amerikanischer Politiker. Zwischen 1993 und 2011 vertrat er den Bundesstaat Georgia im US-Repräsentantenhaus.

## Leben
John Linder besuchte die öffentlichen Schulen seiner Heimat und studierte danach bis 1964 an der University of Minnesota in Duluth. An der gleichen Universität studierte er bis 1967 Zahnmedizin. Anschließend war er zwischen 1967 und 1969 Mitglied der US-Luftwaffe. Nach seiner Rückkehr in das zivile Leben arbeitete er als Zahnarzt. Außerdem leitete er zwischen 1977 und 1992 eine Kreditanstalt. Politisch schloss sich Linder der Republikanischen Partei an. In den Jahren 1976 bis 1980 sowie nochmals von 1982 bis 1990 war er Abgeordneter im Repräsentantenhaus von Georgia. 1990 kandidierte er noch erfolglos für den Kongress.
Bei den Kongresswahlen des Jahres 1992 wurde er dann aber im vierten Wahlbezirk von Georgia in das US-Repräsentantenhaus in Washington, D.C. gewählt, wo er am 3. Januar 1993 die Nachfolge von Ben Jones antrat. Nach acht Wiederwahlen konnte er bis zum 3. Januar 2011 neun Legislaturperioden im Kongress absolvieren. Für die Wahlen des Jahres 2010 verzichtete er auf eine erneute Kandidatur; Rob Woodall, seit 1994 sein Stabschef, trat seine Nachfolge an.
Während seiner Zeit im US-Repräsentantenhaus vertrat er bis 1997 den vierten Bezirk, danach zwischen 1997 und 2003 den elften und schließlich seit 2003 den siebten Distrikt seines Staates. Das ist teilweise auch auf eine Umstrukturierung und Umbenennung der Wahlbezirke zurückzuführen. Linder war Mitglied im Committee on Ways and Means und in drei von dessen Unterausschüssen. Er setzte sich für eine Steuerreform ein. Linder galt als eher konservativer Abgeordneter. Er ist verheiratet und lebt privat in Duluth (Georgia).